# Georg von Rauch
Georg von Rauch, né le 12 mai 1947 à Marbourg et mort le 4 décembre 1971 à Berlin-Ouest, est un anarchiste allemand, actif dans le mouvement étudiant des années 1960.
Membre de l'Union socialiste allemande des étudiants (SDS), secrétaire de la section berlinoise de l'Anarchist Black Cross, il se radicalise et est parmi les fondateurs des Tupamaros West-Berlin précurseurs du Mouvement du 2 Juin,
Le 4 décembre 1971, il est abattu par un policier lors d'un échange de coups de feu.

## Biographie

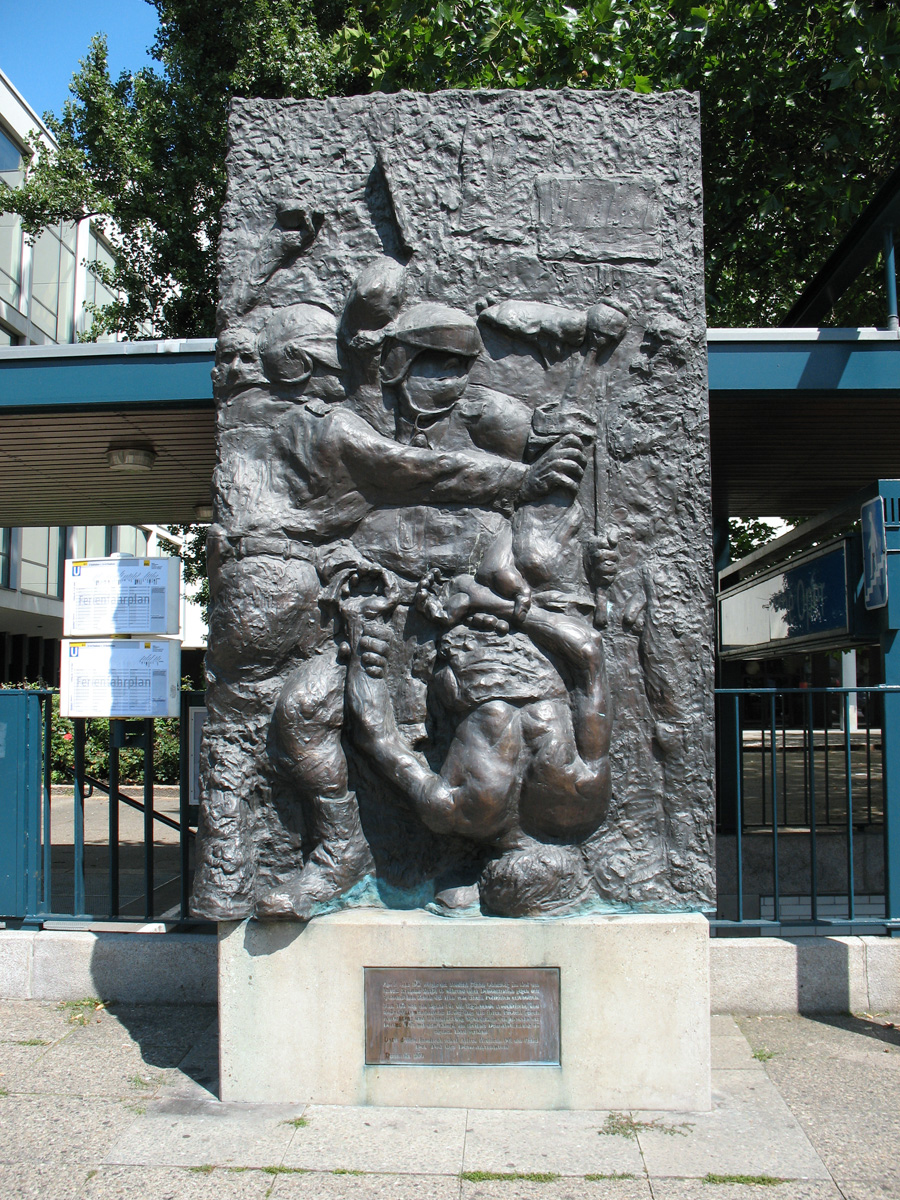
Benno Ohnesorg : Der Tod des Demonstranten (La mort du manifestant) par Alfred Hrdlicka à Berlin

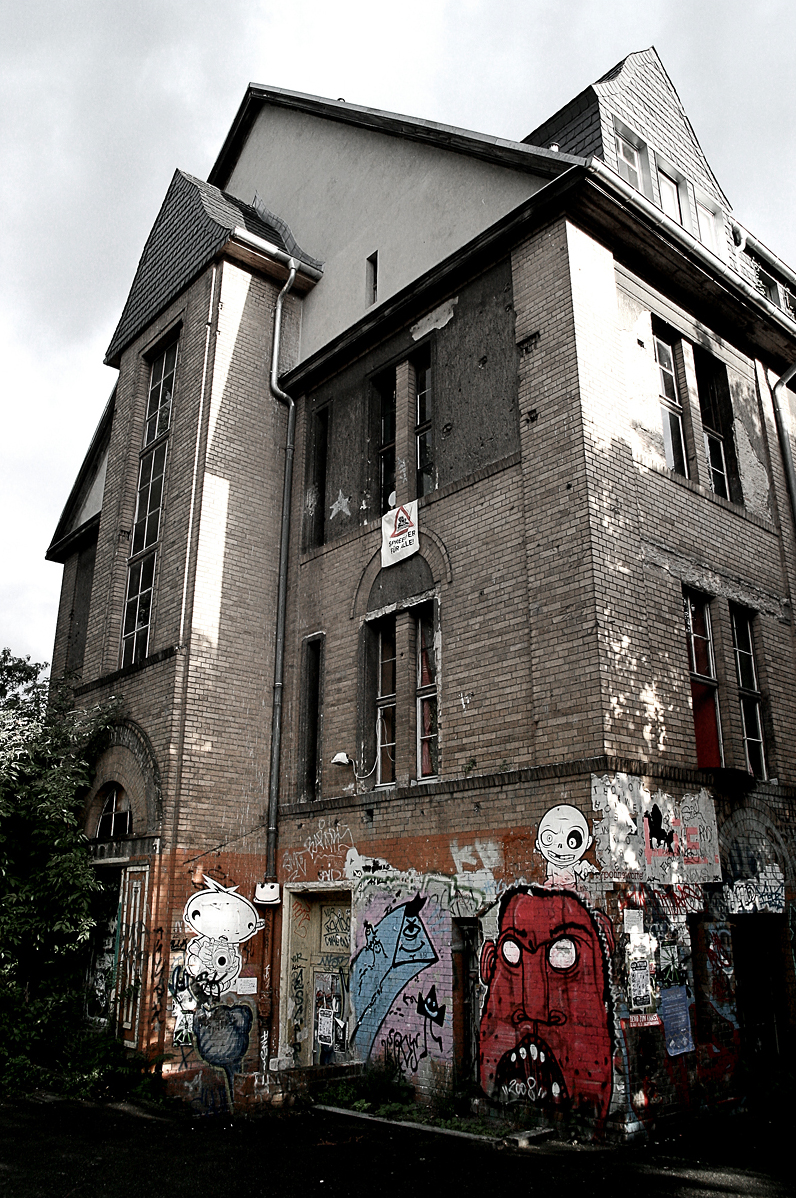
Georg-von-Rauch-Haus, 2008

En 1966, il étudie la philosophie à l'Université Christian Albrecht de Kiel.
Après la mort le 2 juin 1967, de l'étudiant Benno Ohnesorg, qui contribue à tendre le climat politique en République Fédérale d'Allemagne, il s'implique de plus en plus dans l'action politique et s'inscrit en sociologie à l'Université libre de Berlin.
Peu après son arrivée à Berlin, il rejoint la Sozialistischer Deutscher Studentenbund (SDS) et s'implique dans des initiatives militantes, notamment dans le domaine de l'éducation et dans le mouvement de protestation contre la guerre du Vietnam.
Il vit alors dans une communauté de la Wielandstraße à Berlin-Charlottenburg connue sous le nom de Wielandkommune qui réunit de 10 à 20 personnes. Il fréquente l'avocat Otto Schily et l'ouvrier Bommi Baumann de la « Kommune 1 ».

### Guérilla urbaine
Les événements de 1968, en particulier la tentative d'assassinat, le 11 avril 1968, de Rudi Dutschke et l'écho du Mai 68 français, alimentent la radicalisation de la mouvance qu'il fréquente et conduit à une volonté d'affrontement avec l'État. Même s'il puise son identité politique dans la théorie et la pratique de l'anarchisme historique, inspiré par l'idée de la guérilla urbaine des Tupamaros en Uruguay, adoptant des positions anti-impérialiste, s'impose l'idée que seule une « avant-garde » de combattants révolutionnaires dans les grandes métropoles occidentales pourrait devenir « de vrais alliés des mouvements de libération du tiers monde ».
De la Wielandkommune émerge un collectif d'activistes qui se projettent en « guérilleros urbains », le Zentralrat der umherschweifenden Haschrebellen (de) (Conseil central des haschich rebelles itinérants). Rauch passe alors dans la clandestinité. Avec quelques camarades, il voyage en Jordanie à la fin du mois de septembre 1969 et s'entraîne, dans un camp palestinien du Fatah, au maniement des armes à feu.
L'idée est de former un groupe à Berlin pour la « lutte armée » contre l' « impérialisme américain » et le « sionisme ». Cela signifie concrètement la pose de bombes incendiaires contre diverses institutions susceptibles, selon eux, « d'opprimer » les Palestiniens et d'autres peuples du tiers-monde. Les Tupamaros West-Berlin sont responsables de plusieurs incendies et attentats à la bombe de fin 1969 à 1971.
Il est arrêté le 2 février 1970, pour avoir avec, notamment, Thomas Weisbecker (de) et Bommi Baumann agressé un journaliste. Inculpé et incarcéré, le 8 juillet 1971, il réussit à s'échapper grâce à une confusion lors d'une audience au tribunal pénal de Berlin-Moabit.
Après cinq mois de fuite, il est intercepté, le 4 décembre 1971, grâce à une surveillance policière. Dans la fusillade qui suit, il est mortellement blessé à la tête par un policier en civil,. Des milliers de personnes manifestent à Berlin dénonçant une politique répressive qui consiste à « tirer d'abord, poser des questions plus tard ».
Selon les autorités, environ 25 coups de feu ont été tirés du côté des fugitifs comme de la police. Baumann dira, deux ans plus tard, dans une interview au Spiegel, que les tirs avaient été quasi simultanés.

## Postérité
En 1970, à la fermeture de la maison de retraite Bethanien Hospital à Berlin-Kreuzberg, une initiative populaire empêche sa démolition. En 1971, une partie des bâtiments, la Martha-Maria-Haus, est squattée. Les occupants renomment les locaux Georg-von-Rauch-Haus (de).
En 1972, le groupe de rock allemand Ton Steine Scherben en a fait le thème de leur morceau Rauch-Haus-Song (de).
En 2011, la Georg-von-Rauch-Haus a fêté son 40e anniversaire en tant qu'association à but non lucratif, le Centre des jeunes et de la culture De Kreuzberg (Jugend und Kulturzentrum Kreuzberg).